# Eridania Planitia
Eridania Planitia és una formació geològica de tipus planitia a la superfície de Mart, localitzada amb el sistema de coordenades planetocèntriques a -32.65 latitud N i 133.12 ° longitud E, que fa 1.062,13 km de diàmetre. El nom va ser aprovat per la UAI el 22 de setembre de 2010 i fa referència a una característica d'albedo.